# Engelberth Briceño
Engelberth Briceño (Mérida, 2 de abril de 1984) es un futbolista venezolano. Juega de mediocampista defensivo y actualmente es jugador de Atlántico Fc de la 1.ª División de República Dominicana, donde obtuvo un título de Campeón en el año 2017.
Se formó en las inferiores de la Universidad de Los Andes Fútbol Club. Buenas actuaciones con selecciones juveniles le llevan a debutar en primera división con el Club Nacional Táchira en la temporada 2001/02, logrando ser el campeón del Torneo Clausura y de la temporada disputándosela en una final de ida y vuelta contra el campeón del Torneo Apertura.

## Biografía

### Inicios
Engelberth José Briceño Avendaño, nacido en los andes venezolanos, región futbolera por excelencia en Venezuela, desde muy pequeño se divertía jugando el deporte rey mundial en las categorías inferiores de la Universidad de Los Andes. Jugaría un mundialito Sub-15 en el que llamaría la atención de Lino Alonso, quién lo llevaría a jugar el sudamericano de Arequipa Sub-17. En este torneo, “Chispa”, mote que se había ganado poco a poco, empezó a despuntar. Su labor en el medio sector, y sus tardes con ULA ya le prometían un futuro en la primera división.

### Carrera profesional
Debuta en el balompié venezolano en el Club Nacional Táchira, bajo las órdenes de Carlos Fabián Maldonado, en este mismo debut logró su primer campeonato de primera división. Luego de su paso por los andes venezolanos recalaría en el Italchacao de Raúl Cavallieri, equipo en el que jugaría por 5 años y sería figura importante 
Se mudaría al estado Zulia, donde no tuvo regularidad, pese a conquistar dos títulos. Volvería a Mérida para enfundarse la histórica camiseta de Estudiantes de Mérida. En la "Ciudad de los Caballeros" tendría regularidad y buenos momentos deportivos. Con los académicos tendría un par de grandes años en lo deportivo que le hacían resurgir de su bache en Maracaibo para alcanzar un excelente ritmo futbolístico. 
Su siguiente destino fue el CD Lara. Con el equipo larense fue referencia, realizando un gran partido en la Copa Sudamericana, en donde en la victoria de su combinado 2-0 ante Independiente Santa Fe (primera victoria de un equipo criollo ante uno foráneo en dicha competencia) ingresó para controlar los tiempos. Tras su paso por el cuadro larense recayó en Zamora F.C donde disputó la Copa Libertadores del año 2012 con el cuadro llanero,  luego en Trujillanos en donde jugó la cantidad de 48 partidos anotando un tanto y obteniendo el boleto a la Copa Sudaméricana del año 2014 en la serie vs La Equidad de Colombia. 
Para la temporada 2014/15, "Chispa" volvió a la capital para enfundarse los colores del ascendido Metropolitanos, debutando en la segunda fecha como local en el empate a un tanto ante el Aragua Fútbol Club. En lo que respecta al Torneo Adecuación 2015, luego de finalizar el mismo pasa a formar parte de las filas del Ureña S.C (recién ascendido en este torneo) para jugar el Torneo Apertura 2016 dándose lugar una reestructuración del campeonato de primera división del fútbol venezolano. Para el Torneo Clausura 2016 de la presente temporada volvería a vestir los colores rojiblancos por tercera ocasión, enfundando la camiseta del dos veces campeón del fútbol venezolano Estudiantes de Mérida Fútbol Club nuevamente, siendo enunciado portando la cinta de capitán del equipo del pueblo merideño .
En abril de 2017 recibe una oferta del Atlántico Fútbol Club de la Primera División de República Dominicana donde logra el título de Campeón de la temporada y la clasificación a la fase previa de la CONCACHAMPIONS, marcando un gol vs Racing de Haití, en el año 2019 anuncia oficialmente su retiro como jugador activo y pone fin a una exitoso y laureada carrera..
Jugando un total de 569 partidos oficiales, con 22 goles anotados y 5 títulos de Campeón, 2 Copa Libertadores (2002 y 2012) y 5 Copa Sudaméricana (2003-2009-2010-2013-2014), actualmente ocupa el cargo de Director Deportivo del OyM Hostos School de Santiago de los Caballeros, República Dominicana